# Universitat de Carolina del Nord a Chapel Hill
La Universitat de Carolina del Nord a Chapel Hill, (en anglès: University of North Carolina at Chapel Hill) és una de les institucions educatives més prestigioses dels Estats Units d'Amèrica. La universitat és localitzada en Chapel Hill en l'estat de Carolina del Nord, Estats Units. La universitat és una universitat pública. En el Rànquing de Xangai de 2021 estava classificada com la 29a del mon, i en el QS World University Rankings 2022 estava considerada classificada en el grup en el lloc 100 del mon.

## Història
La Universitat de Carolina del Nord va ser constituïda per l'Assemblea General de Carolina del Nord l'11 de desembre de 1789, i la primera pedra de la universitat es va col·locar el 12 d'octubre de 1793 a Chapel Hill, elegida per la seva cèntrica ubicació dins de l'estat. És una de les tres universitats que afirma ser la universitat pública més antiga dels Estats Units, i l'única d'aquest tipus que va atorgar títols al segle XVIII com a institució pública.
Durant la Guerra de Secessió, el governador de Carolina del Nord, David Lowry Swain, va convèncer el president confederat Jefferson Davis perquè eximís alguns estudiants del servei militar obligatori, per la qual cosa la universitat va ser una de les poques de la Confederació que va aconseguir romandre oberta. No obstant això, Chapel Hill va patir la pèrdua de més població durant la guerra que cap altre poble del Sud i, en no recuperar-se el nombre d'estudiants, la universitat es va veure obligada a tancar durant la Reconstrucció, des de l'1 de desembre de 1870 fins al 6 de setembre de 1875. Després de la reobertura, les matriculacions van trigar a augmentar i els administradors de la universitat van oferir matrícula gratuïta als fills de professors i ministres, així com préstecs per als que no es poguessin pagar l'escolarització.
Després de la Guerra Civil, la universitat va començar a modernitzar els seus programes ia incorporar professors amb titulacions de prestigi. La creació d'un nou gimnàs, el finançament d'un nou laboratori de Química i l'organització del Departament de Postgrau van ser èxits pregonats pel president de la UNC, Francis Venable, a la celebració del “Dia de la Universitat” de 1905.
Tot i l'escepticisme inicial del president de la universitat, Frank Porter Graham, el 27 de març de 1931 es va aprovar una llei que agrupava la Universitat de Carolina del Nord amb el Col·legi Estatal d'Agricultura i Enginyeria i el Col·legi de la Dona de la Universitat de Carolina del Nord per formar la Universitat Consolidada de Carolina del Nord. El 1963, la universitat consolidada va passar a ser totalment mixta, encara que la majoria de les dones seguien assistint al Col·legi de la Dona durant els seus dos primers anys i es traslladaven a Chapel Hill com a estudiants de tercer any, ja que les estudiants de primer any devien viure al campus i només hi havia una residència femenina. Com a resultat, el Woman's College va passar a anomenar-se "Universitat de Carolina del Nord a Greensboro", i la Universitat de Carolina del Nord es va convertir en la "Universitat de Carolina del Nord a Chapel Hill". El 1955, la UNC va eliminar oficialment la segregació en les seves divisions universitàries.
Durant la Segona Guerra Mundial, la UNC va ser una de les 131 facultats i universitats de tot el país que van participar al Programa de Formació V-12 de la Marina, que oferia als estudiants la possibilitat d'accedir a un lloc a l'Armada.
Durant la dècada del 1960, el campus va ser escenari d'importants protestes polítiques. Abans de l'aprovació de la Llei de Drets Civils de 1964, les protestes per la segregació racial local, que van començar discretament als restaurants de Franklin Street, van desembocar en manifestacions i disturbis massius. El clima d'agitació civil va impulsar la Llei de Prohibició d'Oradors de 1963, que prohibia els discursos de comunistes als campus estatals de Carolina del Nord. Aquesta postura davant la segregació racial al campus va desembocar en el moviment Sit-in (assentada). El moviment Sit-in va iniciar una nova era a Carolina del Nord, que va desafiar les universitats de tot el sud contra la segregació racial de les instal·lacions públiques. La llei va ser criticada immediatament pel rector de la universitat William Brantley Aycock i el president de la universitat William Friday, però no va ser revisada per l'Assemblea General de Carolina del Nord fins a 1965. Les petites esmenes per permetre visites "poc freqüents" no van aconseguir aplacar l'alumnat, especialment quan el consell d'administració de la universitat va anul·lar la decisió del nou canceller Paul Frederick Sharp de permetre invitacions per parlar a l'orador marxista Herbert Aptheker i a l'activista de les llibertats civils Frank Wilkinson; no obstant això, els dos oradors van venir a Chapel Hill de tota manera. Wilkinson va parlar fora del campus, mentre que més de 1.500 estudiants van veure el discurs d'Aptheker a través d'un mur baix del campus, batejat com a "Mur de Dan Moore" per The Daily Tar Heel en honor al governador Dan K. Moore. Un grup d'estudiants d'UNC-Chapel Hill, liderats pel president del cos estudiantil Paul Dickson, va presentar una demanda davant d'un tribunal federal dels EUA i el 20 de febrer de 1968 es va anul·lar la Llei de prohibició d'oradors. En 1969, els treballadors d'alimentació del campus de Lenoir Hall es van declarar en vaga per protestar per les injustícies racials que percebien i que afectaven la seva ocupació, cosa que va obtenir el suport de grups d'estudiants i membres de la universitat i de la comunitat de Chapel Hill i va provocar el desplegament de tropes estatals antiavalots al campus i de la guàrdia nacional de l'estat a Durham.
A partir de finals de la dècada de 1990, UNC-Chapel Hill es va expandir ràpidament amb un augment del 15% de la població estudiantil total, fins a superar els 28.000 alumnes el 2007. Això va acompanyat de la construcció de noves instal·lacions, finançades en part per la campanya de recaptació de fons "Carolina First" i una dotació que es va multiplicar per quatre fins a superar els 2.000 milions de dòlars en deu anys. El professor Oliver Smithies va rebre el Premi Nobel de Medicina el 2007 pel seu treball en genètica. A més, el professor Aziz Sancar va rebre el Premi Nobel de Química el 2015 pel seu treball en la comprensió dels mecanismes de reparació molecular de l'ADN.
El 2011, la primera de diverses investigacions va descobrir frau i deshonestedat acadèmica a la universitat en relació amb el seu programa esportiu. Després d'un escàndol menor que va començar el 2010 i que implicava frau acadèmic i beneficis indeguts amb el programa de futbol de la universitat, van sortir a la llum dues-centes classes qüestionables ofertes pel departament d'Estudis Africans i Afroamericans de la universitat. Com a resultat, la universitat va ser posada en llibertat condicional per la seva agència d'acreditació el 2015. Se li va retirar la llibertat condicional el 2016.
Aquest mateix any, les universitats públiques de Carolina del Nord van haver de compartir una retallada pressupostària de 414 milions de dòlars, dels quals el campus de Chapel Hill va perdre més de 100 milions de dòlars el 2011. Això es va produir després de les retallades pressupostàries estatals que van retallar la despesa universitària en 231 milions de dòlars des del 2007; el rector Bruce Carney va afirmar que més de 130 membres del professorat han abandonat la UNC des del 2009, amb una escassa retenció del personal. La Junta de Síndics d'UNC-CH va recomanar un augment del 15,6 per cent a la matrícula, un augment històricament gran. Les retallades pressupostàries el 2011 van afectar enormement la universitat i van posar en marxa aquest pla d'augment de la matrícula i els estudiants d'UNC van protestar. El 10 de febrer de 2012, la Junta de Governadors d'UNC va aprovar augments de matrícula i quotes del 8,8 per cent per a estudiants universitaris estatals als 16 campus.
El juny de 2018, el Departament d'Educació va determinar que la Universitat de Carolina del Nord a Chapel Hill havia violat el Títol IX en el maneig dels informes d'agressió sexual, cinc anys després que quatre estudiants i un administrador presentessin queixes. La universitat també va aparèixer a Terreny de caça, un documental del 2015 sobre l'agressió sexual als campus universitaris. Annie E. Clark i Andrea Pino, dos estudiants que apareixen a la pel·lícula, van ajudar a establir l'organització de defensa de supervivents End Rape on Campus.
L'agost del 2018, la universitat va acaparar l'atenció nacional després de l'enderrocament de Silent Sam, un monument confederat que havia estat erigit al campus el 1913 per les Filles Unides de la Confederació. L'estàtua havia estat objecte de controvèrsia en diversos moments des de la dècada del 1960, amb crítics que afirmaven que el monument invocava records de racisme i esclavitud. Molts crítics van citar les opinions explícitament racistes expressades en el discurs que l'industrial local i fideïcomissari de la UNC Julian Carr va pronunciar a la inauguració de l'estàtua, el 2 de juny de 1913, i l'aprovació amb què van ser rebudes per la multitud que va assistir-hi a la inauguració. Poc abans del començament del curs escolar 2018-2019, el Sam Silenciós va ser enderrocat per manifestants i danyat, i des de llavors ha estat absent del campus. Al juliol de 2020, el Carr Hall de la Universitat, que portava el nom de Julian Carr, va ser rebatejat com a "Edifici d'Afers Estudiantils". Carr havia donat suport a la supremacia blanca i també al Ku Klux Klan.
Les primeres hores de la tarda del 28 d'agost del 2023, la segona setmana del semestre de tardor, un estudiant de doctorat va disparar i va matar el professor associat Zijie Yan a Caudill Labs, un edifici de laboratoris a prop del centre del campus. El 13 de setembre del 2023, poc més de dues setmanes després de l'assassinat de Yan, el campus va ser tancat després de l'informe d'un individu armat a prop del campus. Mickel Deonte Harris, de 27 anys, va ser detingut per ordres de detenció pendents relacionades amb un assalt a principis de setembre; l'ordre de detenció incloïa càrrecs d'assalt amb arma mortal, comunicació d'amenaces i anar armat per a terror del públic.